# 農業委員会
農業委員会（のうぎょういいんかい）は、日本の市町村に置かれる農地事務を担う行政委員会である。地方自治法のほか、農業委員会等に関する法律に規定されている。

## 概説
「自作農の創設及び維持、農地等の利用関係の調整、農地の交換分合その他農地に関する事務」を執行する（地方自治法第202条の2第4項）。各市町村に1つの委員会を置くのを原則とするが、その区域内の農地面積が200ヘクタール未満（北海道では800ヘクタール未満）の場合には委員会を置かないことができ、市町村の区域又は農地面積が著しく大きい場合で政令で定めるものは、市町村の区域を2つ以上に分けて、各々の区域に農業委員会を置くことができる。教育委員会などと同様、市町村単位で設置が義務付けられている。農業委員会が設置されていない市区町村において、農地法などにより農業委員会の権限に属せられた事務は市区町村長が行うことになっている（農地法90条1項等）。農業委員会に提出する申請書等書類の代理作成は、行政書士法により行政書士のみが可能となっている（行政書士法1条の2、19条1項、21条2号）。

### 役割
農地売買や農地転用に際し、農地の無秩序な開発を監視・抑止する役目を担っている。それにより農地は農家要件を満たさない者への所有権移転等が許されず、簡単に宅地などへ地目変更できないようになっている。農地は個人所有の不動産であると同時に環境保全や食糧生産といった公益性を有しており、何より耕作者主義を保持する観点もあって固定資産税などは低く抑えられているのである。

### 組織
- 会長・部会
  - 農業委員会に会長が置かれ、また、選挙委員の定数が21人以上の場合は委員会の下に農地部会を置くことができる。
  - 部会の所掌に属せられた事項に関し、部会の議決をもって、当該農業委員会の決定とする。
- 農業委員会数3,223（未設置は37市区町村）
- 平均農業委員数18.4人（うち選挙委員は13.8人）
- 平均職員数3.3人（うち専任職員は1.8人）
- 農業委員一人当たりの平均年報酬は約29万円（平成12年度）

※選挙委員は公選制、選任委員は地区内の農業協同組合及び農業共済組合の理事等並びに議会の推薦者から市町村長が選任
2015年9月4日に公布された農業協同組合法等の一部を改正する等の法律により農業委員会等に関する法律の改正が行われ、2016年4月1日から施行された。これにより農業委員の公選制度は廃止され、市町村議会の同意を経て市町村長の任命により選任されることとなった。
2011年3月に発生した東日本大震災に伴い「東日本大震災に伴う海区漁業調整委員会及び農業委員会の委員の選挙の臨時特例に関する法律」が制定され、災害によって農業委員会委員選挙事務が困難と予想される場合に選挙の延期を可能とすること等が規定されている。

## 設置状況

### 複数の委員会を設置する市
市町村合併などにより市域が広い市。
- 北海道
  - 北見市(2) - 北見市第一農業委員会、北見市第二農業委員会
- 神奈川県
  - 横浜市(2) - 横浜市南西部農業委員会、横浜市中央農業委員会
- 新潟県
  - 新潟市(6) - 新潟市北区農業委員会、新潟市中央農業委員会、新潟市秋葉区農業委員会、新潟市南区農業委員会、新潟市西区農業委員会、新潟市西蒲区農業委員会
- 福岡県
  - 北九州市(2) - 北九州市東部農業委員会、北九州市西部農業委員会

### 非設置の市区町村
2008年1月1日現在。第一次産業が水産、林業などが主体である市町村や観光地、大都市部、宅地が大部分を占める市区町村など。
- 北海道
  - 室蘭市・歌志内市・鹿部町・泊村・神恵内村・上砂川町・礼文町・利尻町・羅臼町
- 群馬県
  - 上野村
- 千葉県
  - 浦安市
- 東京都
  - 千代田区・中央区・港区・新宿区・文京区・台東区・墨田区・江東区・品川区・目黒区・大田区・渋谷区・中野区・豊島区・北区・荒川区・檜原村
- 神奈川県
  - 逗子市・箱根町
- 兵庫県
  - 芦屋市
- 奈良県
  - 上北山村
- 山口県
  - 和木町
- 高知県
  - 大川村
- 沖縄県
  - 浦添市・北谷町